# 丹生神社 (藤岡市浄法寺)
丹生神社（にうじんじゃ）は、群馬県藤岡市浄法寺にある神社。祭神は高龗神、罔象女神の二神。旧社格は村社。同名の丹生神社は神流川沿いの多野郡地域では神流町塩沢、黒田、相原などに複数所在する。

## 由緒
天智天皇2年（663年）に上毛野君稚子が戦勝祈願をして新羅を討ち、その帰国にあたって百済から魚籃観音をもたらし神体として祀ったものという。ただし神体は近世または明治時代に盗難に遭い現存しない。
また、浄法寺の開祖・最澄が比叡山に倣い、遷座したものとも伝わる。
「丹」は土・鉱石、「丹生」は鉱石を産出する意味である。浄法寺字八塩からは八塩温泉が湧出するため、鉱泉が丹生の地名の由来であるという説や、当社は鉱泉の神を祀ったものであるという説がある。他方、高龗神が雷神、罔象女神が雨の神であり丹生都比売とは性格が異なるとして、平野の終端部で御荷鉾山を望む当地に雷雨の神を祀ったものであるという説もある。
『三代実録』貞観17年（875年）12月5日条に「授（中略）上野国正六位丹生神、（並）従五位下」とあるものの、郡名の記載がないため当社であるか特定は困難である。
『上野国神名帳』には、緑野郡「従三位 丹生明神」として記載されている。
神階
- 緑野郡 丹生明神 従三位（上野国神明帳）

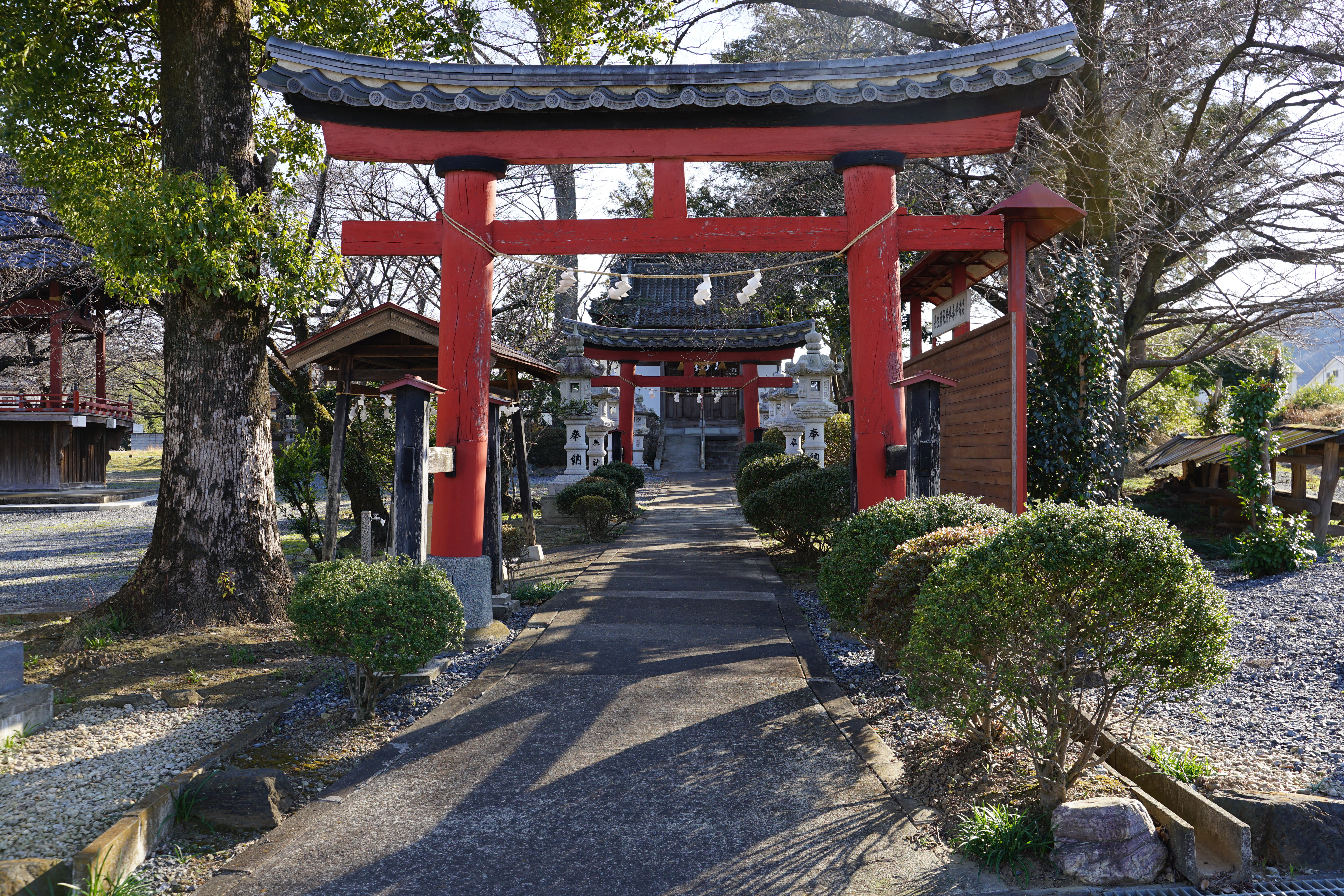
鳥居
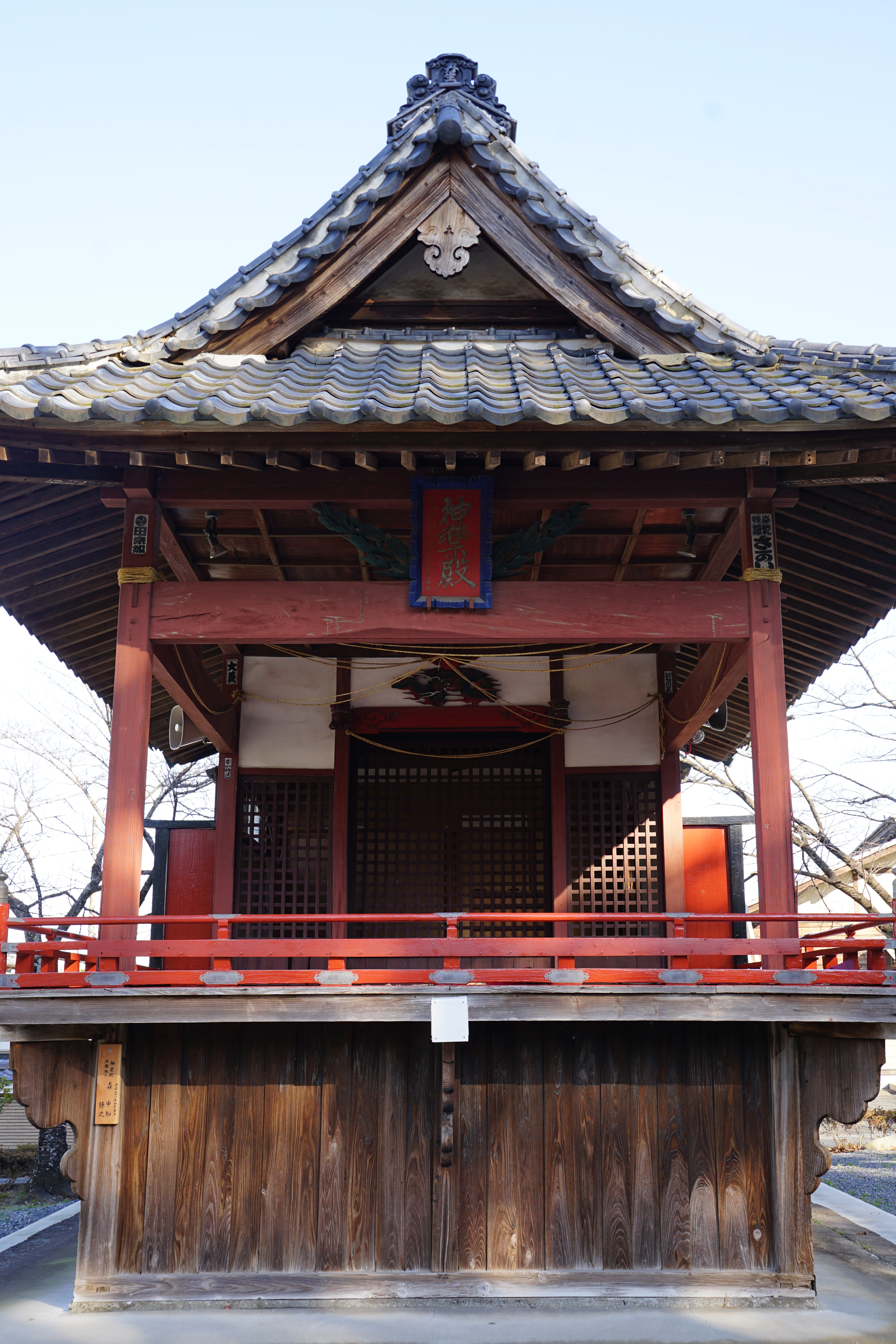
神楽殿

## 祭神
- 高龗神（たかおかみのかみ）
- 罔象女神（みつはのめのかみ）

## 境内社
天照皇大神社

## 交通アクセス
- JR高崎線 新町駅またはJR八高線 群馬藤岡駅から日本中央バス奥多野線の上野村方面に乗車。

バス停「浄法寺スポーツ公園入口」から徒歩3分（224m）
- JR高崎線 本庄駅またはJR八高線 丹荘駅から朝日自動車バス本庄駅南口～神泉総合支所線に乗車。

バス停「新宿（神川町）」から徒歩16分（1.3km）